# Cesare Emiliani
Cesare Emiliani (Bolonha, 8 de dezembro de 1922 – Palm Beach Gardens, 20 de julho de 1995) foi um cientista ítalo-americano, geologista, micropaleontologista, e fundador da paleoceanografia. Desenvolveu a escala de tempo de estágios de isótopos marinhos, que, mesmo com algumas modificações, continua em uso hoje, e também o Calendário Holoceno, variante do Calendário Juliano-Gregoriano que procura ter como data-base os tempos do início do Holoceno por meramente adicionar 10.000 aos anos Juliano-Gregorianos ocorridos depois de Cristo, que apesar de seus esforços não foi adotado em uma escala global.
Estabeleceu que as eras de gelo dos últimos meio milhão de anos são resultado de um fenômeno cíclico, dando assim forte suporte à hipótese de Milutin Milanković, além disso, revolucionou as ideias sobre a história dos oceanos e da glaciação. Foi também foi quem propôs o Projeto "LOCO" (Long Cores) à Fundação Nacional da Ciência. O projeto foi um sucesso provendo evidência da história dos oceanos e também servindo para o teste das hipóteses de expansão do fundo oceânico e de placas tectônicas.
Cesare Emiliani foi honrado com o gênero Emiliania erigido para o táxon huxleyi, que havia sido previamente atribuído como Coccolithus. Foi também honrado com a Medalha Vega da Sociedade Sueca de Antropologia e Geografia (SSAG) (Suéco: Svenska Sällskapet för Antropologi och Geografi) em 1983, e a Medalha Alexander Agassiz da Academia Nacional de Ciências dos Estados Unidos em 1989 por seus estudos de isótopos dos Pleistoceno e Holoceno planktico foraminifera.
Em seus últimos anos, se dedicou a divulgar e promover uma reforma no calendário oficial baseada no Calendário Holoceno (Era Humana), e eliminar os termos AC–DC cronologia, pela falta de um ano 0.

## Biografia
Cesare Emiliani nasceu em Bologna. Seus pais eram Luigi e Maria (Manfredidi) Emiliani.
Emiliani estudou geologia na Universidade de Bologna em uma Itália pós-guerra e atingiu seu primeiro doutorado em geologia (micropaleontologia) também em Bologna em 1945. Após sua graduação trabalhou como micropaleontologista com a Società Idrocarburi Nazionali em Florença de 1946 até 1948. Em 1948 a ele foi oferecida e aceita a Sociedade Rollin D. Salisbury no Departamento de Geologia da Universidade de Chicago onde ele subsequentemente obteve seu segundo Ph.D. em geologia (paleoclimatologia) em 1950. De 11950 a 11956 foi um pesquisador associado no Harold Urey’s Laboratório de Geoquímica no Enrico Fermi Instituto de Estudos Nucleares na Universidade de Chicago.
Em 1957 Cesare Emiliani trabalhava em Foraminiferas e estava particularmente interessado em grande mudanças de clima conhecidas por terem ocorrido durante a Idade Pleistocena. Estava certo de que essas pequenas conchas depositadas no limo que cobre o fundo do oceano guardava grandes e importantes segredos. Por essa razão estava, nesse momento, procurando por um lugar de trabalho onde havia navios e pessoal treinado, para que pudessem lhe ajudar a obter amostrar de sedimentos do fundo do mar para seus estudos. Uma entrevista com o Dr. Walton Smith convenceu Cesare de que o Instituto de Ciência Marinha da Universidade de Miami, que depois veio a se tornar o Rosenstiel School of Marine and Atmospheric Sciences, seria o lugar perfeito para conduzir sua pesquisa mesmo tendo se mudado 3 vezes no mesmo ano. Em 1967 foi nomeado Presidente da Divisão de Geologia e Geofísica no Instituto. Nessa época organizava o departamento de Ciências Geológicas no campus principal da Universidade de Miami e continuou seu presidente até sua aposentadoria em 11993.
Faleceu em Palm Beach Gardens, Florida, em 1995.

## Trabalhos

### Populares
- Emiliani, Cesare. (1992). Planet Earth: Cosmology, Geology, & the Evolution of Life & the Environment. Cambridge University Press. (Paperback Edition ISBN 0-521-40949-7)
- Emiliani, Cesare. (1995). The Scientific Companion: Exploring the Physical World with Facts, Figures, and Formulas (Wiley Popular Science) (2nd Edition). Wiley. (Paperback Edition ISBN 0-471-13324-8)
- Emiliani, Cesare. (1993). Dictionary of Physical Sciences. Oxford University Press. (Paperback Edition ISBN 0-19-503652-2)

### Científicos
- Emiliani C (1954) Depth habitats of some species of pelagic foraminifera as indicated by oxygen isotope ratios. American Journal of Science 252:149–158
- Emiliani C (1954) Temperature of Pacific bottom waters and polar superficial waters during the Tertiary. Science 119:853–855
- Emiliani C (1956) Oligocene and Miocene temperature of the equatorial and subtropical Atlantic Ocean. Journal of Geology 64:281–288
- Emiliani C (1956) On paleotemperatures of Pacific bottom waters. Science 123:460–461
- Emiliani C (1957) Temperature and age analysis of deepsea cores. Science 125:383–385
- Emiliani C (1961) The temperature decrease of surface water in high latitudes and of abyssal-hadal water in open oceanic basins during the past 75 million years. Deep-Sea Research 8:144–147
- Emiliani C (1965) Precipitous continental clopes and considerations on the transitional crust. Science 147:145–148
- Emiliani C (1966) Isotopic paleotemperatures. Science 154: 851–857
- Emiliani C (1966). Paleotemperature analysis of Caribbean cores P6304-8 and P6304-9 and a generalized temperature curve for the past 425,000 years. Journal of Geology 74:109–124
- Emiliani C (1968) The Pleistocene epoch and the evolution of man. Current Anthropology 9:27–47
- Emiliani C (1969) Interglacials, high sea levels and the control of Greenland ice by the precession of the equinoxes. Science 166:1503–1504
- Emiliani C (1969) A new paleontology. Micropaleontology 15:265–300
- Emiliani C (1970) Pleistocene paleotemperatures. Science 168:822–825
- Emiliani C (1971) The amplitude of Pleistocene climatic cycles at low latitudes and the isotopic composition of glacial ice. In: Turekian KK (ed) Late Cenozoic Glacial Ages. New Haven, CO: Yale University Press, pp 183–197
- Emiliani C (1971) Depth habitats and growth stages of pelagic formanifera. Science 173:1122–1124
- Emiliani C (1971) Paleotemperature variations across the Plio-Pleistocene boundary at the type section. Science 171:600–602
- Emiliani C (1978) The cause of the ice ages. Earth and Planetary Science Letters 37:347–354
- Emiliani C (1981) A new global geology. In: Emiliani C (ed) The Oceanic Lithosphere. The Sea (8th edn). Vol. 7. New York: Wiley Interscience, pp 1687–738
- Emiliani C (1982) Extinctive evolution. Journal of Theoretical Biology 97:13–33
- Emiliani C (1987) Dictionary of Physical Sciences. Oxford: Oxford University Press
- Emiliani C (1988) The Scientific Companion. New York: Wiley
- Emiliani C (1989) The new geology or the old role of the geological sciences in science education. Journal of Geological Education 37:327–331
- Emiliani C (1991) Avogadro number and mole: a royal confusion. Journal of Geological Education 39:31–33
- Emiliani C (1991) Planktic et al. Marine Micropaleontology 18:3
- Emiliani C (1991) Planktic/planktonic, nektic/nektonic, benthic/benthonic. Journal of Paleontology 65:329
- Emiliani C, Ericson DB (11991) The glacial/interglacial temperature range of the surface water of the ocean at low latitudes. In: Taylor HP, O’Neil JR, Kaplan IR (eds) Special Publication: Stable Isotope Geochemistry: A Tribute to Samuel Epstein. Pennsylvania: Geochemical Society, University Park, pp 223–228
- Emiliani C (1992) The Moon as a piece of Mercury. Geologische Rundschau 81:791–794
- Emiliani C (1992) Planet Earth: Cosmology, Geology, and the Evolution of Life and Environment. New York: Cambridge University Press
- Emiliani C (1992) Pleistocene paleotemperatures. Science 257:1188–1189
- Emiliani C (1993) Milankovitch theory verified; discussion. Nature 364:583
- Emiliani C (1993) Calendar reform. Nature 366:716
- Emiliani C (1993) Extinction and viruses. BioSystems 31:155–159
- Emiliani C (1993) Paleoecological implications of Alaskan terrestrial vertebrate fauna in latest Cretaceous time at high paleolatitudes: Comment. Geology 21:1151–1152
- Emiliani C (1993) Viral extinctions in deep-sea species. Nature 366:217–218
- Emiliani C (1995) Redefinition of atomic mass unit, Avogadro constant, and mole. Geochimica et Cosmochimica Acta 59:1205–1206
- Emiliani C (1995) Tropical paleotemperatures: discussion. Science 268:1264
- Emiliani C, Edwards G (1953) Tertiary ocean bottom temperatures. Nature 171:887–888
- Emiliani C, Elliott I (1995) Vatican confusion. Nature 375:530
- Emiliani C, Epstein S (1953) Temperature variations in the lower Pleistocene of Southern California. Journal of Geology 61:171–181
- Emiliani C, Gartner S, Lidz B (1972) Neogene sedimentation on the Blake Plateau and the emergence of the Central American Isthmus. Palaeogeography, Palaeoclimatology, Palaeoecology 11:1–10
- Emiliani C, Gartner S, Lidz B, Eldridge K, Elvey DK, Huang PC, Stipp JJ, Swanson M (11975) Paleoclimatological analysis of late Quaternary cores from the northwestern Gulf of Mexico. Science 189:1083–1088
- Emiliani C, Geiss J (11959) On glaciations and their causes. Geologische Rundschau 46:576–601
- Emiliani C, Harrison CG, Swanson M (1969) Underground nuclear explosions and the control of earthquakes. Science 165:1255–1256
- Emiliani C, Kraus EB, Shoemaker EM (1981) Sudden death at the end of the Mesozoic. Earth and Planetary Science Letters 55:327–334
- Emiliani C, Mayeda T, Selli R (1961) Paleotemperature analysis of the Plio-Pleistocene section at le Castella, Calabria, southern Italy. Geological Society of America Bulletin 72:679–688
- Emiliani C, Milliman JD (1966) Deep-sea sediments and their geological record. Earth-Science Reviews 1:105–132
- Emiliani C, Price DA, Stipp J (1991) Is the Postglacial artificial? In: Taylor HP, O’Neil JR, Kaplan IR (eds) Special Publication: Stable Isotope Geochemistry: A Tribute to Samuel Epstein. Pennsylvania: Geochemical Society, University Park, pp 229–231
- Emiliani C, Shackleton NJ (1974) The Brunhes Epoch: paleotemperature and geochronology. Science 183:511–514